# The Oncoming Storm
| Críticas profissionais | Críticas profissionais |
| Avaliações da crítica  | Avaliações da crítica  |
| Fonte                  | Avaliação              |
| ---------------------- | ---------------------- |
| allmusic               | [ 1 ]                  |

The Oncoming Storm é o segundo álbum de estúdio da banda Unearth, lançado a 29 de junho de 2004.
O álbum estreou na Billboard 200, com vendas de cerca de 13 mil cópias na primeira semana.

## Faixas
Todas as faixas por Trevor Phipps e Unearth.
1. "The Great Dividers" — 4:02
2. "Failure" — 3:12
3. "This Lying World" — 4:17
4. "Black Hearts Now Reign" — 4:03
5. "Zombie Autopilot" — 4:10
6. "Bloodlust of the Human Condition" — 3:28
7. "Lie to Purify" — 3:41
8. "Endless" — 3:23
9. "Aries" — 2:40
10. "Predetermined Sky" — 4:05
11. "False Idols" — 3:43

## Créditos[2]
- Trevor Phipps — Vocal
- Buz McGrath — Guitarra
- Ken Susi — Guitarra (vocal de apoio em "Endless", "Black Hearts Now Reign" e "Lie to Purify"
- John Maggard — Baixo, guitarra adicional, piano em "Aries"
- Mike Justian — Bateria

## Desempenho nas paradas musicais
| Parada musical (2004)               | Posição |
| ----------------------------------- | ------- |
| Estados Unidos - Top Heatseekers    | 1       |
| Estados Unidos - Independent Albums | 6       |
| Estados Unidos - Billboard 200      | 105     |